# 9781 Джубджубптах
9781 Джубджубптах (9781 Jubjubbird) — астероїд головного поясу, відкритий 31 жовтня 1994 року.
Тіссеранів параметр щодо Юпітера — 3,454.
Джубджубптах походить від назви однієї з таємничих істот (англ. Jubjub bird), що згадується в класичному вірші Льюїса Керролла «Бурмоковт».